# Italian Juniors 2014
Das Italian Juniors 2014 fand als bedeutendstes internationales Nachwuchsturnier von Italien im Badminton vom 28. bis zum 30. März 2014 in Mailand statt. Es war die vierte Auflage der Veranstaltung.

## Sieger und Platzierte
| Disziplin    | Gold                                | Silber                           | Bronze                              |
| ------------ | ----------------------------------- | -------------------------------- | ----------------------------------- |
| Herreneinzel | Alex Vlaar                          | Manuel Vázquez                   | Muhammed Ali Kurt                   |
| Herreneinzel | Alex Vlaar                          | Manuel Vázquez                   | Adam Mendrek                        |
| Dameneinzel  | Clara Azurmendi                     | Aliye Demirbağ                   | Maja Pavlinić                       |
| Dameneinzel  | Clara Azurmendi                     | Aliye Demirbağ                   | Isabel Fernández                    |
| Herrendoppel | Javier Suárez Luís Enrique Peñalver | Stijn de Langhe Flor Spanhove    | Dominik Bütikofer Julian Lehmann    |
| Herrendoppel | Javier Suárez Luís Enrique Peñalver | Stijn de Langhe Flor Spanhove    | Andraž Krapež Žan Laznik            |
| Damendoppel  | Mila Ivanova Mariya Mitsova         | Clara Azurmendi Isabel Fernández | Jessica Hopton Lydia Jane Powell    |
| Damendoppel  | Mila Ivanova Mariya Mitsova         | Clara Azurmendi Isabel Fernández | Katarina Beton Ana Marija Šetina    |
| Mixed        | Sean Vendy Lydia Jane Powell        | Alejandro González Min Zhao      | Ricardo Silva Sofia Setim           |
| Mixed        | Sean Vendy Lydia Jane Powell        | Alejandro González Min Zhao      | Krzysztof Jakowczuk Magda Konieczna |